# District est de Panzhihua
Pour les articles homonymes, voir District Est.
Le district est de Panzhihua (东区 ; pinyin : Dōng Qū) est une subdivision administrative de la province du Sichuan en Chine. Il est placé sous la juridiction de la ville-préfecture de Panzhihua.